# 邵銘高
邵銘高，OBE（1956年—）是一位英国企业家。

## 生平
1978年在英国伦敦城市大学毕业，获经济学荣誉学士衔。邵銘高於畢業後加入滙豐集團，先后在香港、亚太其它地区、英国、中东和南美洲担任多个职务，包括工商、金融机构及投资银行业务，以及策划、业务营运及一般管理等。
2004年1月，邵銘高獲委任為香港上海滙豐銀行有限公司之总裁兼行政總裁、馬來西亞滙豐銀行有限公司主席以及澳洲滙豐銀行有限公司董事。2005年4月22日被委任為銀行有限公司董事長以及滙豐集團總經理。
邵銘高執掌滙豐亞太區第二把交椅前，曾經於1997年至2000年在阿根廷擔任阿根廷滙豐行政總裁職位，適逢期間阿根廷發生金融風暴，同時引發政治風潮，滙豐作為大型的外資銀行，自然成為眾矢之的。邵銘高「適逢其會」，經歷該國一個動盪大時代，更被政治團體買兇追殺，雖然大腿中槍，但幸好檢回一命。
2007年6月12日，有消息證實邵銘高辭任滙豐職務及恒生董事長職位，同年6月15日起生效。邵銘高並由同年10月1日起，轉往澳洲第三大銀行澳新銀行集團，出任該行行政總裁一職。有報道指，邵銘高與澳新銀行訂立了三年合約，期間年薪300萬澳元，另外他可獲得短期花紅與及認股權，分別最多價值300萬元。而澳新銀行亦會額外給予他900萬澳元，作為補償他因離開滙豐集團而所損失的福利。